# Expertenkommission zur Zukunft der Behörde des BStU
Auf Antrag der Fraktionen CDU/CSU, SPD und Bündnis 90/Die Grünen im Deutschen Bundestag vom 1. Juli 2014 wurde am 27. November 2014 eine unabhängige Expertenkommission zur Zukunft der Behörde des Bundesbeauftragten für die Unterlagen des Staatssicherheitsdienstes der ehemaligen Deutschen Demokratischen Republik (BStU) eingerichtet. Unter dem Vorsitz von Wolfgang Böhmer sollte sie bis 2016 Vorschläge erarbeiten, wie die Stasi-Unterlagenbehörde ab 2019 weitergeführt werden solle. Laut Stasi-Unterlagen-Gesetz läuft derzeit 2019 die Möglichkeit aus, Überprüfungen auf eine frühere Stasi-Mitarbeit vornehmen zu können.
Die Mitglieder der Kommission waren keine Mitglieder des Deutschen Bundestags, wurden jedoch von den vier Fraktionen CDU/CSU (7), SPD (5) Bündnis 90/Die Grünen (1) und Die Linke (1) vorgeschlagen. Zudem gehörte ihr der ehemalige Bundestagspräsident Wolfgang Thierse an.
Die Beratungstermine wurden intern verabredet. Auf der ersten Arbeitssitzung am 15. Januar 2015 ließ sich die Expertenkommission von Roland Jahn durch das Hauptarchiv des BStU führen.
In einer nicht-öffentlichen Sitzung des Bundestagsausschusses für Kultur und Medien gab die Kommission Eckpunkte ihrer Empfehlungen bekannt, die im April 2016 Bundestagspräsident Norbert Lammert übergeben wurden. Die Kommission schlug vor, die Behörde des BStU bis zum Ende der 19. Legislaturperiode aufzulösen und die Akten des Ministeriums für Staatssicherheit in eine neue Stiftung unter dem Dach des Bundesarchivs zu überführen. Aus den Resten der Behörde sollte eine weitere Stiftung mit dem Namen „Stiftung Diktatur und Widerstand – Forum für Demokratie und Menschenrechte“ gebildet werden. In diese sollte auch die Gedenkstätte Berlin-Hohenschönhausen überführt werden. Die neue Stiftung sollte zukünftig das Gelände der früheren Stasi-Zentrale in Berlin-Lichtenberg betreuen, wo allerdings ein privater Verein bereits das Stasi-Museum betreibt (siehe Forschungs- und Gedenkstätte Normannenstrasse). Anstelle des Bundesbeauftragten für die Stasi-Unterlagen war die Wahl eines Ombudsmannes für SED-Opfer vorgesehen.
Die Vorschläge stießen auf massive Kritik, besonders bei Opferverbänden. Das Kommissionsmitglied Hildigund Neubert distanzierte sich von den Empfehlungen und legte ein Minderheitsvotum vor.  Der Konflikt gewann an Schärfe, als die SPD sich weigerte, Roland Jahn, dessen Amtszeit im März 2016 abgelaufen war, wiederzuwählen, bevor kein Beschluss über die Abwicklung der Behörde gefasst worden sei. Die Fraktionsvorsitzenden der Regierungskoalition, Volker Kauder und Thomas Oppermann, einigten sich schließlich darauf, die Entscheidung über die Zukunft der Behörde auf die nächste Legislaturperiode zu verschieben. Roland Jahn wurde am 9. Juni 2016 wiedergewählt. Bundesarchiv und BStU sollen jetzt gemeinsam ein Konzept für die Verwaltung der Stasi-Akten vorlegen.

## Mitglieder
- Sabine Bergmann-Pohl
- Klaus-Dietmar Henke
- Angelika Menne-Haritz
- Horst Möller
- Martin Sabrow
- Silke Satjukow
- Richard Schröder
- Wolfgang Thierse
- Hans-Joachim Veen
- Rainer Wagner (bis April 2015)[7], dafür Hildigund Neubert (ab April 2015)
- Wolfgang Wieland
- Manfred Wilke
- Peter Wurschi